# Cyrtochilum zebrinum
Cyrtochilum zebrinum là một loài thực vật có hoa trong họ Lan. Loài này được (Rchb.f.) Kraenzl. mô tả khoa học đầu tiên năm 1922.